# Villa Il Tasso
Villa Il Tasso (o anche Villa Il Ficalbo) è una villa di Firenze situata in via Benedetto Fortini 30, nel quartiere di Gavinana. Abitata già da Roberto Longhi e sua moglie Anna Banti dal 1939 al 1970, è oggi sede della Fondazione Longhi, che cura, tra l'altro, la cospicua collezione d'arte raccolta dallo storico dell'arte.

## Storia
La villa prende il doppio nome da un fico bianco (Ficalbo), che cresceva nella zona e da una enorme pianta che cresce nel suo parco: un tasso, donde il nome di Villa Il Tasso.
L'edificio era di proprietà degli Alberti, poi essa passò al monastero del Paradiso, che successivamente l'affidò all'umanista Cristoforo Landino, intellettuale fiorentino e commentatore di Dante, nel 1480. Una volta chiuso il monastero di Santa Brigida al Paradiso, tutti i suoi beni, passarono alla Compagnia dei Poveri di San Giovanni Battista. La villa poi tornò in mano ai privati ed appartenne ai Guasconi (1782), poi la comprarono i Morocchi, poi passò ai Tolomei, ai Giorni ed ai Campani.
La villa venne acquistata dallo storico dell'arte Roberto Longhi nel 1939, che vi abitò fino alla morte con la moglie, la scrittrice Anna Banti.
Nel 1971, per opera della moglie, è nata la fondazione Roberto Longhi, con sede nella villa, che cura e rende fruibile la biblioteca, la fototeca e la collezione d'arte personale di Longhi, da lui destinate nel testamento al "vantaggio delle giovani generazioni".

## Descrizione
L'edificio, pur avendo antiche origini, si presenta con una modesta struttura ottocentesca; la parte del fabbricato che si rivolge verso la strada per Firenze conserva alcune tracce del XV secolo, mentre la parte retrostante è stata aggiunta dai Longhi. Davanti alla villa è visibile ancora un tratto della vecchia strada che conduce verso il capoluogo toscano, che ne delimita il parco sovrastante, sempre di proprietà della villa. A fianco del cancello si trova una lapide del 1704, che segnalava la distanza per raggiungere Firenze, un miglio.
Lungo il muraglione della villa si trovano dei graffiti, uno dei quali porta la data "1830".

## Opere nella Fondazione Longhi
- Scuola di Cimabue, Natività
- Caravaggio, Ragazzo morso da un ramarro
- Mattia Preti, Susanna e i vecchioni
- Valentin de Boulogne, La Negazione di Pietro